# Loscouët-sur-Meu
Loscouët-sur-Meu è un comune francese di 671 abitanti situato nel dipartimento delle Côtes-d'Armor nella regione della Bretagna.

## Società

### Evoluzione demografica
Abitanti censiti